# Gang bang

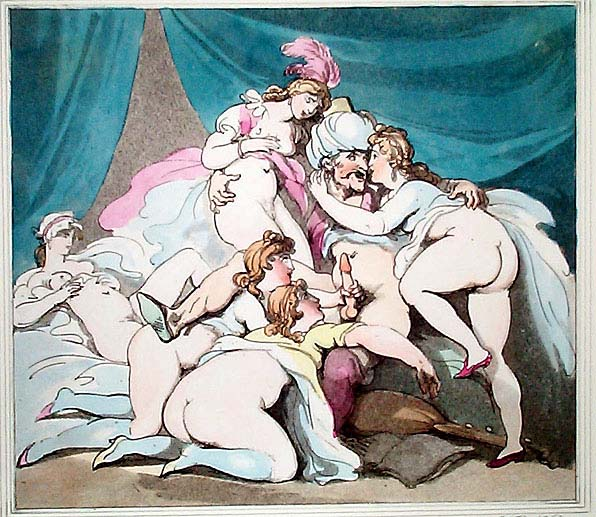
Gang bang

Un gang bang (en català, literalment, 'banda que dispara') és una expressió en anglès que fa referència a una situació en què un sol home o dona interacciona sexualment amb un gran nombre de persones de manera simultània.
El gang bang és una modalitat de sexe en grup diferent de la clàssica orgia, ja que el centre neuràlgic és una única persona amb la qual tota la resta hi té relació sexual.
Quan és un home qui té relacions sexuals amb moltes dones simultàniament aleshores s'anomena reverse gang bang ('banda que dispara inversament').

## Cultura popular
En el cinema pornogràfic, les sèries de gang bang han arribat a configurar un subgènere força reeixit, que incorpora en els seus títols el nom de la famosa pornostar que se sotmet a aquesta pràctica.
El 24 de març de 2011, es va estrenar a la sala Tallers del TNC l'obra teatral Gang Bang (Obert fins a l'hora de l'Àngelus) de Josep Maria Miró. L'espectacle tracta sobre la pèrdua de valors en la societat actual i està ambientat en un local de sexe per a homes homosexuals, en el qual el protagonista, interpretat per Òscar Castellví, se sotmet a una violació en grup consentida, és a dir, a una gang bang. Polèmica, pel seu tema, aquesta obra de teatre ha estat criticada ja abans de ser estrenada per sectors d'ultradreta i per l'entitat E-cristians.